# Gare de Plounérin
La gare de Plounérin est une gare ferroviaire française de la ligne de Paris-Montparnasse à Brest, située au lieu-dit La Gare sur le territoire de la commune de Plounérin, dans le département des Côtes-d'Armor en région Bretagne.
La station est mise en service en 1865 par la compagnie des chemins de fer de l'Ouest.
C'est une halte voyageurs de la Société nationale des chemins de fer français (SNCF), desservie par des trains express régionaux TER Bretagne.

## Situation ferroviaire
Établie à 154 mètres d'altitude, la gare de Plounérin est située au point kilométrique (PK) 539,121 de la ligne de Paris-Montparnasse à Brest entre les gares ouvertes de Plouaret-Trégor et de Plouigneau. En direction de Plouigneau, s'intercale la gare fermée du Ponthou.
Entre les quais de la halte est installée une communication voie 1 - voie 2.

## Histoire

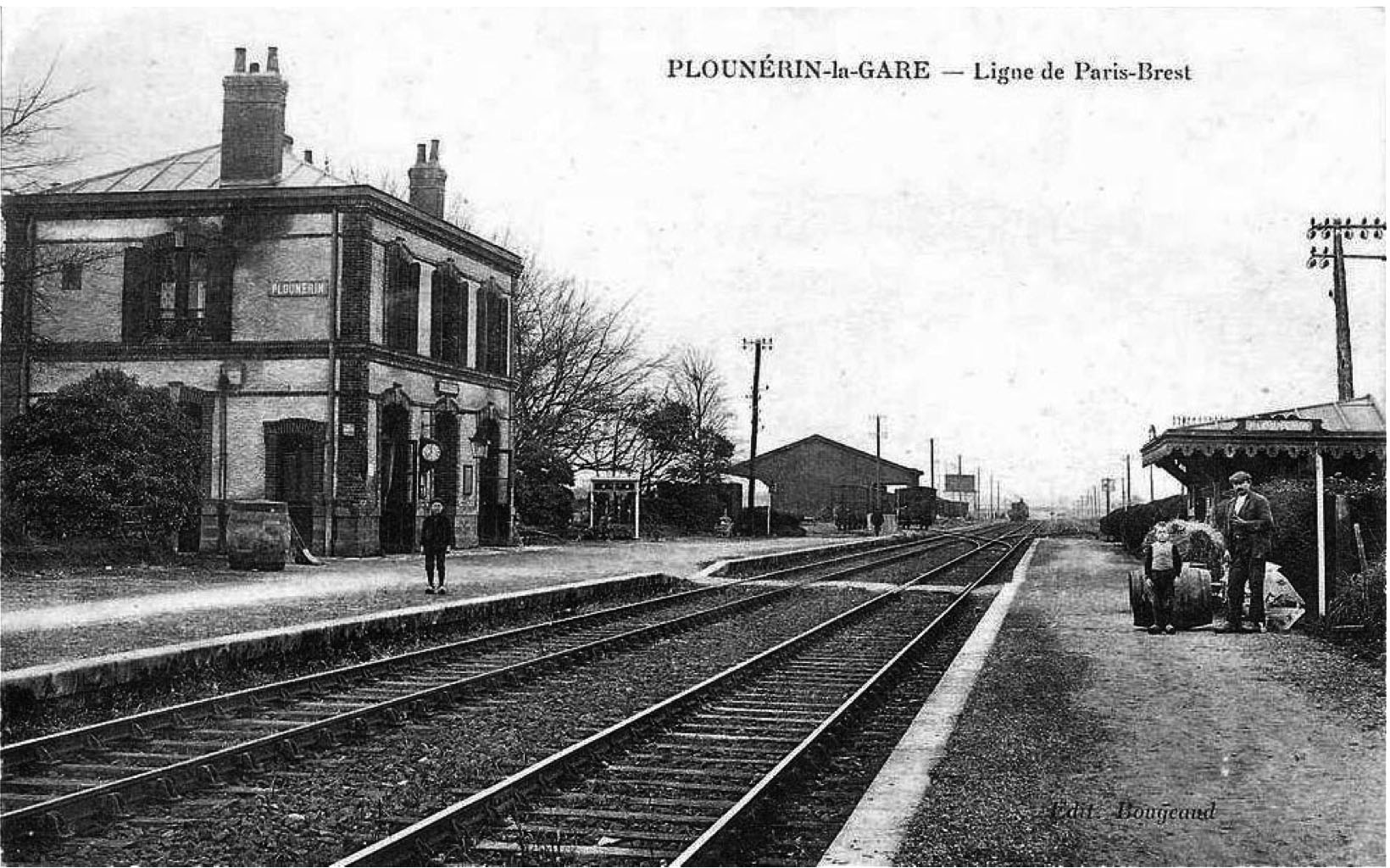
La gare vers 1900.

La station de Plounérin est mise en service le 26 avril 1865 par la Compagnie des chemins de fer de l'Ouest, lorsqu'elle ouvre à l'exploitation la section de Guingamp à Brest de sa ligne de Rennes à Brest. Quatorzième station depuis Rennes, elle est édifiée au lieudit le Castel à 2 kilomètres au nord du bourg d'une commune comptant 1 697 habitants. Des omnibus permettent la desserte des communes de Guerlesquin à 12 kilomètres au sud et Plestin, chef-lieu de canton de 4 527 habitants à 12 km au nord.
Au début des années 1900, la gare comprend un bâtiment voyageurs avec trois ouvertures en façade et un étage. Elle dispose de deux voies avec un passage pour passer d'un quai à l'autre, d'un abri de quai et d'une halle à marchandises avec un embranchement pour une voie à quai. La communication entre la voie 1 et la voie 2 est présente.
En 2011, la halte, qui n'a plus son bâtiment voyageurs (détruit), bénéficie de travaux d'amélioration et de réaménagement. Notamment un passage sous voies est aménagé pour permettre le changement de quai en sécurité et de nouveaux abris de quai (type TER Bretagne) sont installés.

## Fréquentation
De 2015 à 2023, selon les estimations de la SNCF, la fréquentation annuelle de la gare s'élève aux nombres indiqués dans le tableau ci-dessous.
| Année     | 2015 | 2016 | 2017 | 2018 | 2019  | 2020 | 2021 | 2022  | 2023  |
| --------- | ---- | ---- | ---- | ---- | ----- | ---- | ---- | ----- | ----- |
| Voyageurs | 620  | 588  | 817  | 888  | 1 281 | 345  | 362  | 1 168 | 1 813 |

## Service des voyageurs

### Accueil

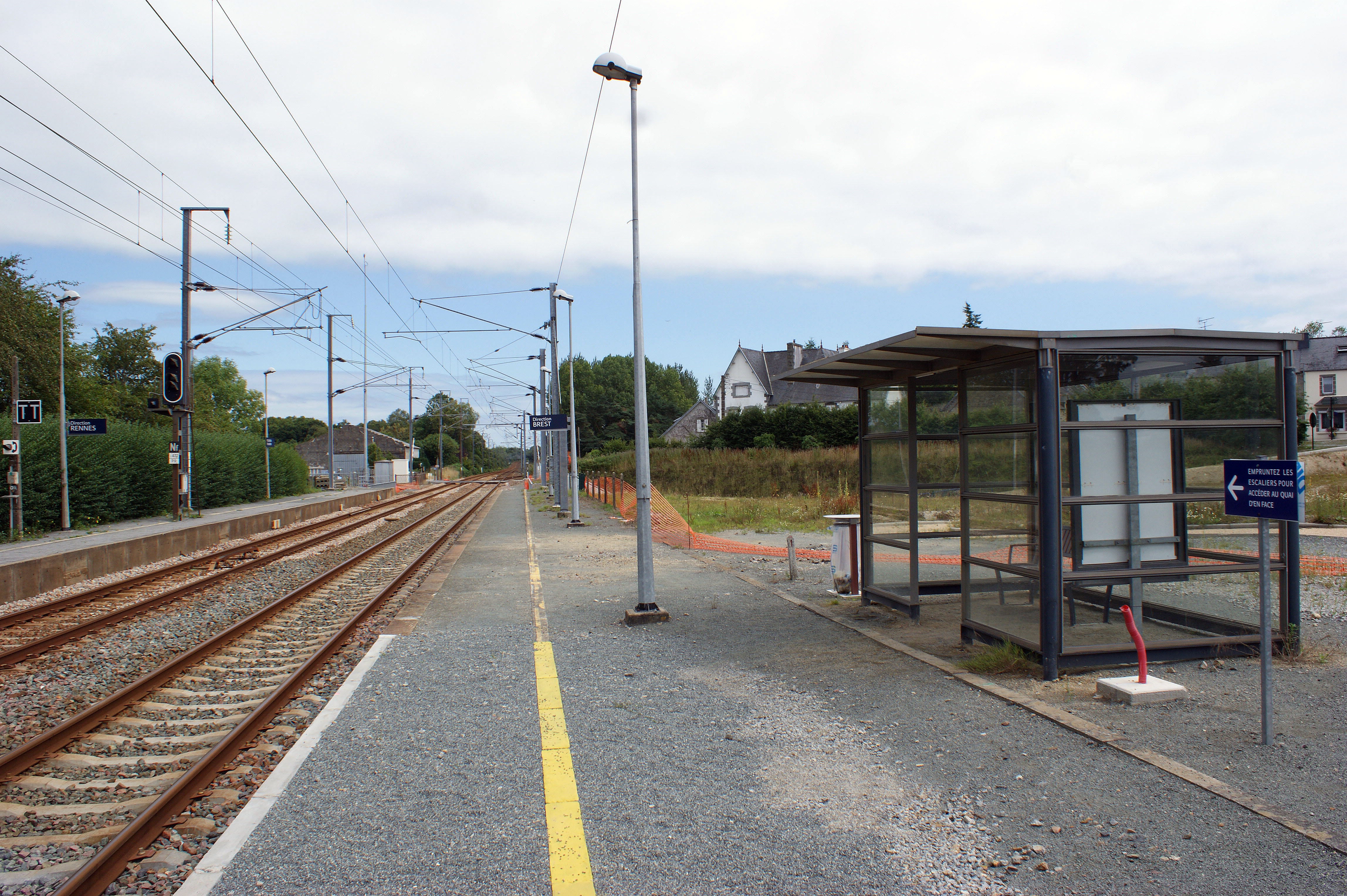
Vue des voies en direction de Rennes, au premier plan le nouvel abri du quai en direction de Brest. À l'arrière-plan, l'embranchement de la Cooperl.

Halte SNCF, c'est un point d'arrêt non géré (PANG) à entrée libre. Elle est équipée de panneaux bilingues français-breton pour l'annonce du nom de la halte et d'abris de quai.
Le passage d'un quai à l'autre se fait par un passage sous voies.

### Desserte
Plounérin est desservie par des trains TER Bretagne qui effectuent des missions entre les gares de Brest ou Morlaix et Saint-Brieuc ou Guingamp.

### Intermodalité
Un parking est aménagé à ses abords.

## Service des marchandises

### Installations
Des installations ferroviaires spécifiques pour les marchandises existent en amont et en aval de la halte ferroviaire SNCF. En direction de Rennes, un embranchement particulier (EP) débute à la sortie du passage à niveau no 260 ; il suit en parallèle la ligne principale avant de bifurquer et se séparer en deux voies vers le silo et le site de la Cooperl. Au hameau de La Gare, une voie en tiroir se dirige vers le passage à niveau ; elle est utilisée pour le garage des locotracteurs. En direction de Brest, un embranchement permet l'accès au quai de l'ancien hangar.

### Desserte
L'embranchement de la Cooperl reçoit essentiellement des trains complets chargés des matières premières nécessaires à la fabrication des aliments pour les animaux.